# Utaka

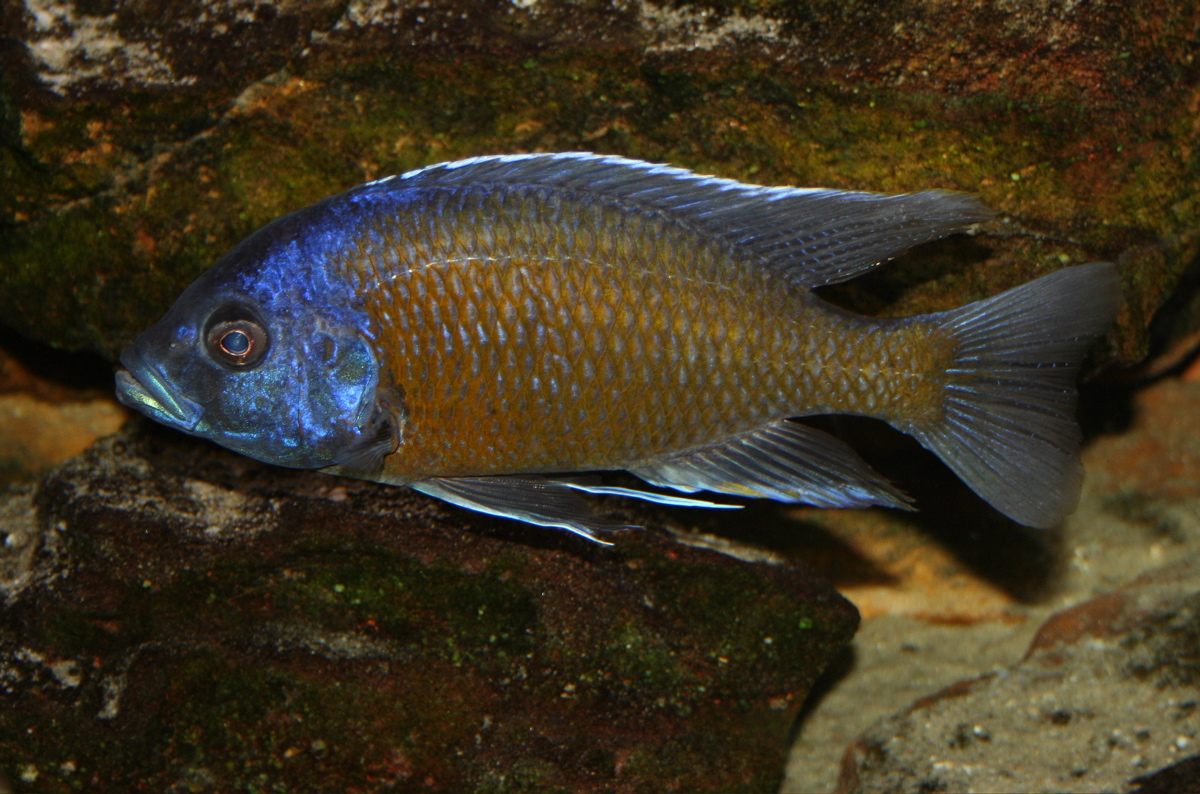
Pyszczak Borleya (Copadichromis borleyi)

Utaka – grupa planktonożernych pyszczaków, głównie z rodzajów Copadichromis i Nyassachromis, zamieszkujących wody pelagialne Jeziora Malawi (Niasa) na głębokości kilku metrów.